# Кочевная
Кочевная — река в России, протекает по Большечерниговскому району Самарской области. Устье реки находится в 6,3 км от устья Большой Глушицы по левому берегу. Длина реки составляет 29 км, площадь водосборного бассейна — 225 км². Правобережный приток — Таловка.

## Этимология
Река названа по имевшимся в её окрестностях пастбищам башкир.

## Данные водного реестра
По данным государственного водного реестра России относится к Нижневолжскому бассейновому округу, водохозяйственный участок реки — Большой Иргиз от истока до Сулакского гидроузла. Речной бассейн реки — Волга от верхнего Куйбышевского водохранилища до впадения в Каспий.
Код объекта в государственном водном реестре — 11010001612112100009599.